# Memorial Marco Pantani 2015
Il Memorial Marco Pantani 2015, dodicesima edizione della corsa e valida come evento dell'UCI Europe Tour 2015 categoria 1.1, si svolse il 19 settembre 2015, per un percorso totale di 199,5 km. Fu vinto dall'italiano Diego Ulissi.

## Squadre partecipanti
| N.      | Cod. | Squadra                      |
| ------- | ---- | ---------------------------- |
| 1-8     | BAR  | Bardiani-CSF                 |
| 11-18   | ITA  | Nazionale italiana           |
| 21-28   | AND  | Androni Giocattoli-Venezuela |
| 31-38   | BSE  | Bretagne-Séché               |
| 41-48   | CCC  | CCC Polsat-Polkowice         |
| 51-58   | COL  | Colombia                     |
| 61-68   | STH  | Southeast                    |
| 71-78   | VFN  | Nippo-Vini Fantini           |
| 81-88   | MTN  | MTN-Qhubeka                  |
| 91-98   | RVL  | RusVelo                      |
| 101-108 | BOA  | Bora-Argon 18                |
| 111-118 | WGG  | Wanty-Groupe Gobert          |
| 121-128 | CJR  | Caja Rural-Seguros RGA       |

| N.      | Cod. | Squadra                |
| ------- | ---- | ---------------------- |
| 131-138 | MKT  | Meridiana-Kamen Team   |
| 141-148 | ROT  | Roth-Škoda             |
| 151-158 | RWS  | Team Felbermayr        |
| 161-168 | AMO  | Amore & Vita-Selle SMP |
| 171-178 | GMC  | GM Cycling Team        |
| 181-188 | IDE  | Team Idea              |
| 191-198 | AZT  | D'Amico-Bottecchia     |
| 201-208 | MGK  | MG.K Vis-Vega          |
| 211-218 | UNI  | Unieuro-Wilier         |
| 221-228 | ADR  | Adria Mobil            |
| 231-238 | LOK  | Lokosphinx             |
| 241-248 | UNA  | Utensilnord            |

## Ordine d'arrivo (Top 10)
| Pos. | Corridore            | Squadra      | Tempo    |
| ---- | -------------------- | ------------ | -------- |
| 1    | Diego Ulissi         | Italia       | 4h29'23" |
| 2    | Giovanni Visconti    | Italia       | s.t.     |
| 3    | Vincenzo Nibali      | Italia       | s.t.     |
| 4    | Kristian Sbaragli    | MTN-Qhubeka  | a 31"    |
| 5    | Grega Bole           | CCC Polsat   | s.t.     |
| 6    | Andrea Pasqualon     | Roth-Škoda   | s.t.     |
| 7    | Enrico Barbin        | Bardiani-CSF | s.t.     |
| 8    | Sergej Šilov         | Lokosphinx   | s.t.     |
| 9    | Miguel Ángel Rubiano | Colombia     | s.t.     |
| 10   | Eduard Prades        | Caja Rural   | s.t.     |